# Abbott Laboratories
Abbott Laboratories (ABT), (Gründungsname: Abbott Alkaloid Company) ist ein weltweit operierender, als Standardwert geltender und im S&P 100 als auch im Dow Jones Global Titans 50 gelisteter US-amerikanischer Pharmakonzern mit rund 73.000 Mitarbeitern in 150 Ländern. Das Unternehmen Abbott wurde 1888 von Wallace C. Abbott (1857–1921) gegründet und hat seinen Hauptsitz in Abbott Park, einem nördlichen Vorort von Chicago, Illinois.
Das Kerngeschäft von Abbott Laboratories liegt in der Erforschung, Entwicklung und Herstellung verschiedener Arzneimittel aus Humanmedizin und Veterinärmedizin, sowie in den Bereichen Labordiagnostik und klinische Ernährung.
Abbott wurde am 1. Januar 2013 in die zwei unabhängige Unternehmen Abbott und AbbVie aufgeteilt. Abbott ist weiterhin in Bereichen wie Diagnostik, Medizintechnik, Ernährung und Markenmedikamenten tätig. AbbVie ist ein neu gegründetes forschendes, unter dem Symbol „ABBV“ an der New Yorker Börse gehandeltes BioPharma-Unternehmen mit dem seinerzeit von Abbott Laboratories vermarkteten Portfolio an Spezialmedikamenten. Tätig ist AbbVie unter anderem in den Bereichen Immunologie, Onkologie und Virologie. Diätetische Spezialnahrung wird von der Tochtergesellschaft Abbott Nutrition produziert.

## Geschichte

### 1888–1915

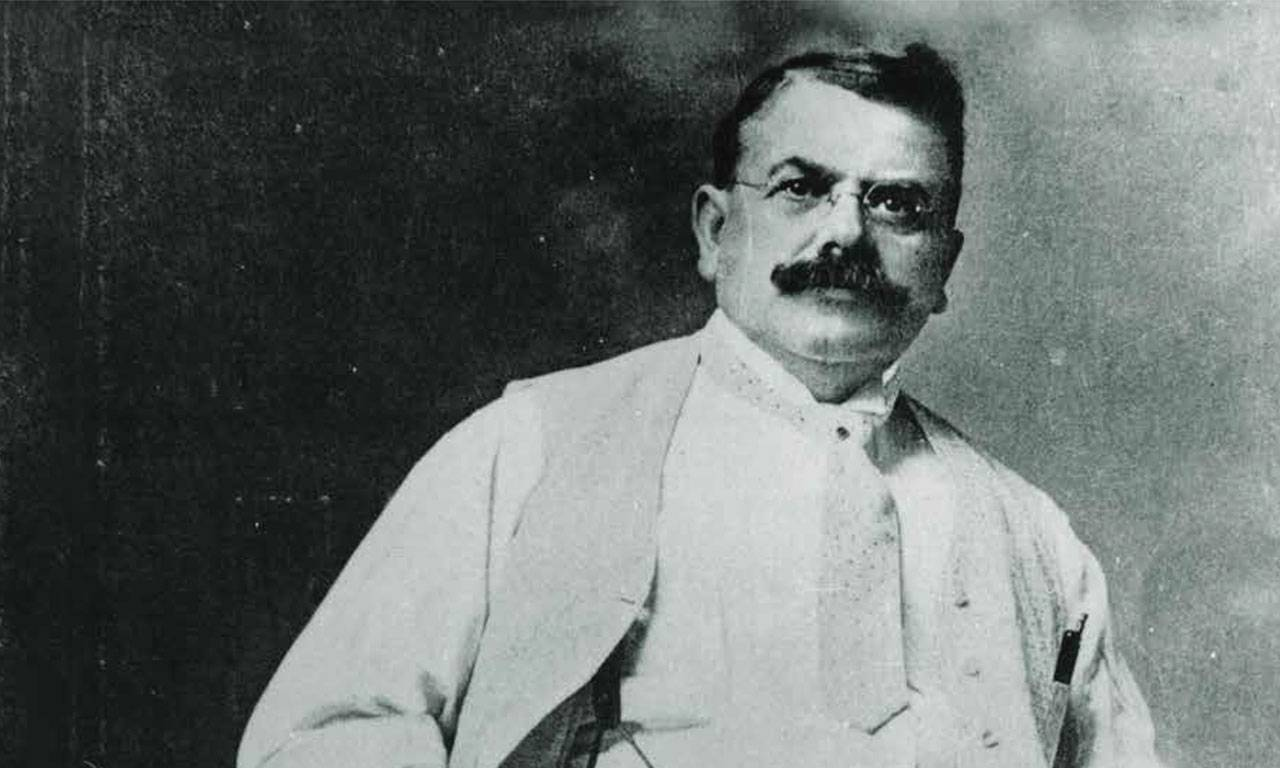
Wallace C. Abbott, Gründer des Unternehmens

Im Jahr 1888 entwickelte der 30-jährige praktizierende Arzt und Apothekenbesitzer Wallace Calvin Abbott aus den aktiven Alkaloiden einer medizinisch wirksamen Pflanze winzige Tablettenkügelchen, die er als dosimetrisches Granulat bezeichnete. Dieses Granulat ermöglichte eine genauere und damit effektivere Dosierung des jeweiligen Wirkstoffes als andere Präparate, die zu dieser Zeit verfügbar waren. Die aufkommende hohe Nachfrage nach dieser neuen Darreichungsform ermöglichte 1900 die offizielle Eintragung der Abbott Alkaloid Company in Chicago, Illinois. 1910 wurde in London die erste europäische Niederlassung gegründet, sowie Zweigstellen in New York, San Francisco, Seattle und Toronto.

### Erstes Wachstum und wissenschaftlicher Fortschritt 1915–1950
1915 wurde das Unternehmen in Abbott Laboratories umbenannt. 1916 brachte Abbott mit dem Antiseptikum Chlorazene eines der ersten synthetisch hergestellten Arzneimittel auf den Markt, das häufig auf den Schlachtfeldern des Ersten Weltkrieges zur Reinigung und Desinfektion von Wunden eingesetzt wurde. Der Firmenhauptsitz in Chicago wurde 1920 gebaut und in den nächsten Jahren wurden weitere Wirkstoffe und Präparate erforscht, entwickelt und vermarktet. Nach der Entdeckung des Penicillins im Jahr 1928 war Abbott eines der ersten fünf Unternehmen, die dieses im industriellen Maßstab produzierten.
Während des Zweiten Weltkrieges erlangte das 1942 entwickelte Halazone, eine Tablette zur Wasseraufbereitung, große Bedeutung für die Trinkwasserversorgung der amerikanischen Truppen an den unterschiedlichen Fronten.

### Weitere Expansion und Spezialisierung 1950–2009

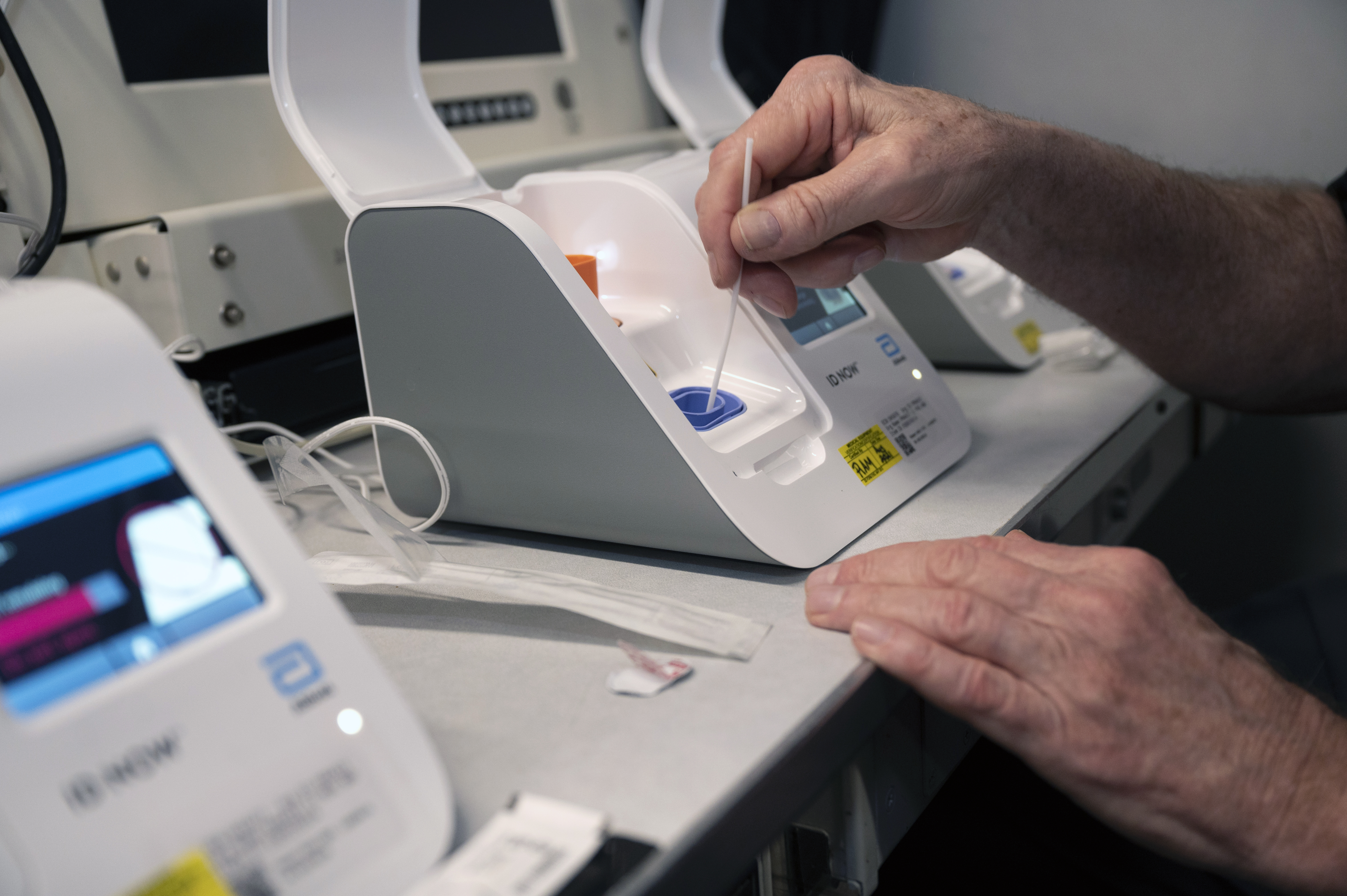
Nukleinsäuretest auf COVID-19, durchgeführt mit einem Abbott Laboratories ID Now Gerät

In der zweiten Hälfte des 20. Jahrhunderts weitete Abbott Laboratories seine Aktivitäten, vor allem durch die Übernahme anderer Firmen, aber auch durch Fusionen, auf verschiedene Wirtschaftszweige aus, von denen einige, wie die Herstellung von Golfausrüstungen, später wieder aufgegeben wurden. Aus dem 1962 erfolgten Joint Venture mit der Dianippon Pharmaceuticals Co. Ltd., einem japanischen Hersteller von Radiopharmaka, entwickelte sich Abbott Japan, der bis heute größte Konzernstandort außerhalb der USA. Im Jahr 1965 entsteht mit der Gründung der Deutschen Abbott GmbH, einem Gemeinschaftsunternehmen von C. H. Boehringer Sohn, Ingelheim und Abbott Laboratories, die erste Niederlassung in Deutschland. 
Im Jahr 1985 brachte Abbott den ersten diagnostischen HIV-Test, in Form eines Blut-Screening-Verfahrens auf den Markt. 1996 wurde das Präparat Norvir eingeführt, das später durch Kombination des ursprünglichen Wirkstoffes Ritonavir mit Lopinavir zu Kaletra weiterentwickelt wird, das 2000 die Zulassung erhielt.
2001 erfolgte die Übernahme der Pharmasparte der BASF. Dadurch wurde die Produktpalette um die Therapiegebiete Krebs, Herz-Kreislauf-Erkrankungen und Erkrankungen des ZNS erweitert. Mit Humira kam 2003 ein Medikament auf den europäischen Markt, das monoklonale Antikörper zur Behandlung der rheumatoidenen Arthritis, der Psoriasis-Arthritis und von Morbus Bechterew einsetzt.
Die jüngsten Firmenübernahmen fanden 2009 statt. Abbott Laboratories übernahm die Sparte für Pharma des Mitbewerbers Solvay. Des Weiteren wurde das Biotechnologieunternehmen Kos Pharmaceuticals akquiriert.
Im Januar 2017 wurde St. Jude Medical durch Abbott Laboratories für 25 Mrd. US$ übernommen.

## Die Geschichte der Abbott GmbH & Co. KG in Deutschland
Nach der Gründung der Deutschen Abbott GmbH im Jahr 1965 konzentrierten sich die Aktivitäten des neuen Konzerns zunächst auf Pharmazeutika und Klinikprodukte. 1968 wird zur Vermarktung der Diagnostika und der damit verbundenen Dienstleistungen die Abbott Diagnostics Products GmbH mit Sitz in Eschborn, später in Langen, gegründet. Die beiden Unternehmen, die voneinander rechtlich unabhängig sind, ziehen 1981 gemeinsam in das neu errichtete Firmengebäude in Wiesbaden-Delkenheim. Im Anschluss daran werden die beiden Firmen 1988 durch die Gründung der Abbott GmbH auch rechtlich ein Unternehmen, das die Geschäftsbereiche Pharmazeutika, Klinikprodukte und Diagnostika umfasst. 1996 erfolgt die Gründung der Abbott Diagnostics GmbH, deren Aufgabe darin besteht, die logistischen Aktivitäten der Abbott GmbH zu bündeln. Im Jahr 2000 wird eine Vertriebslinie der Kanoldt Arzneimittel GmbH akquiriert, wodurch das Abbott Produktportfolio durch den Bereich Urologie ergänzt wird. Im November 2001 werden, nach der Übernahme der Pharmasparte der BASF und damit der Knoll AG im März des Jahres, die Abbott GmbH, Wiesbaden, die Knoll GmbH und die Knoll Deutschland GmbH, Ludwigshafen zur Abbott GmbH & Co. KG, mit Hauptsitz in Wiesbaden zusammengefasst. Weitere Produktionsstätten bestehen in Hannover, Neustadt am Rübenberge, Wetzlar, Ettlingen, Ludwigshafen am Rhein und Witten.
Mit der Aufteilung des Unternehmens wurde das Deutschlandgeschäft in die Abbott GmbH & Co. KG und AbbVie Deutschland GmbH & Co. KG aufgeteilt. Dabei verblieben bei Abbott ungefähr 2600 Mitarbeiter. Die AbbVie Deutschland GmbH & Co. KG zog Anfang 2014 mit ihren Mitarbeitern in einen Neubau an die Mainzer Straße in der Wiesbadener Innenstadt.

## Standorte
Zu den wichtigsten Niederlassungen zählen die Forschungszentren in Chicago, Parsippany, Worcester und Ludwigshafen, sowie die Produktionsstätten in Puerto Rico, Irland und Großbritannien. Die beiden Werke in Deutschland befinden sich in Wiesbaden-Delkenheim und Ludwigshafen. Zusätzlich gibt es seit März 2003 einen administrativen Standort in Wetzlar. Im Februar 2010 wurde die Akquisition der belgischen Solvay Pharmaceuticals Gruppe abgeschlossen, wodurch die deutschen Standorte Hannover und Neustadt am Rübenberge hinzukamen.

### Wiesbaden
In Wiesbaden sind ungefähr 1700 Mitarbeiter beschäftigt, die Niederlassung ist der Sitz der Geschäftsführung für alle kommerziellen Aktivitäten in Deutschland. Hier befindet sich die weltweit zweitgrößte Produktions- und Entwicklungsstätte für Diagnostika, darüber hinaus werden diese von Wiesbaden aus in 140 Länder geliefert. Auch erfolgt an diesem Standort die Durchführung der klinischen Forschungsaktivitäten in den Bereichen Pharma und medizinische Ernährung.

### Ludwigshafen am Rhein
Dieser war mit zirka 2000 Beschäftigten zunächst einer der bedeutendsten Standorte von Abbott Laboratories außerhalb der USA. Das hier angesiedelte Center of Excellence für Erkrankungen des Zentralen Nervensystems, weite Teile der pharmazeutischen Entwicklung und die gesamte Produktion gehören jedoch seit 2013 zu AbbVie. Bei Abbott verblieben ist lediglich das Fachzentrum für europäische regulatorische Angelegenheiten, sowie verschiedene Serviceeinheiten, vor allem zur Betreuung von klinischen Studien.

### Wetzlar
Seit März 2007 besteht ein Standort im mittelhessischen Wetzlar – dort befindet sich die Verwaltung des Geschäftsbereiches Vascular – also aller kardiovaskulären Aktivitäten von Abbott. Seit der Übernahme der Geschäftsbereiche Vascular von der Guidant Corp. 2006 sind diese in Abbott Vascular eingebunden.

## Kritik am Unternehmen
Abbott Laboratories wurde in den vergangenen Jahren mehrmals von AIDS-Aktivisten kritisiert. Ein Grund hierfür war die Preiserhöhung für das HIV-Medikament Norvir im Jahre 2003 von 1,71 Dollar auf 8,57 Dollar innerhalb eines Tages. Noch stärker jedoch wurde die Firmenpolitik hinsichtlich des HIV-Medikaments Kaletra, das zur zweiten Generation der HIV-Präparate gehört, kritisiert. Viele Organisationen wie beispielsweise Ärzte ohne Grenzen, die Student Global AIDS Campaign oder Act Up organisierten Proteste in den Vereinigten Staaten, um zu erreichen, dass Abbott das Medikament in Drittweltstaaten registrieren lässt. Darauf wurde mit der Einführung des Präparates Aluvia reagiert. Dieses enthält die gleichen Wirkstoffe wie Kaletra und ist in Drittweltstaaten zugelassen. Zudem wird es diesen Ländern zu einem – im Verhältnis zu Kaletra – günstigen Preis angeboten.

## Produkte (Auswahl)
- Adomet/Donamet/Heptral/Samyr/Transmetil (S-Adenosylmethionin)
- Biaxin/Klacid/Klaricid (Clarithromycin)
- Brufen (Ibuprofen)
- Creon (Pankreatin)
- Dicetel (Pinaveriumbromid)
- Duphalac (Lactulose)
- Duphaston/Femoston (Dydrogesteron)
- Duspatal (Mebeverin)
- Freestyle Libre (Glukosemessgerät)
- HeartMate 3 (LVAD)
- Lipanthyl (Fenofibrat)
- Serc (Betahistin)
- Synthroid (Levothyroxin)
- Tarka (Trandolapril/Verapamil)
- Tricor (Fenofibrat)[10]